# Переименованные административно-территориальные образования Узбекистана

## Андижанская область
- Комсомолабадский район — Улугнорский
- Ленинский район — Асакинский
- Сталинский район — Московский — Шахриханский
- Ассаке — Ленинск — Асака
- Дзержинский — Дехканабад
- Карабагиш — Советобад — Ханабад
- Карасу — Ворошилово — Ильичевск — Карасу
- Киров — Гулистан
- Русское Село — Мархамат
- Сталино — Московский — Шахрихан
- Суфи-Кишлак — Ахунбабаев

## Бухарская область
- Свердловский район — Жондорский
- 60 лет Октября — Юкары-Куршикент
- Агроном — Тамджик
- Акмаль-абад — Гиждуван
- Джандар — Файзуллы Ходжаева — Свердловск — Жондор
- им. Ленина — Навруз
- Киров — Навруз
- Куйбышев — Янгикала
- Ленинский Путь — Кулчавдур
- М. Горький — Гулистан
- Мичурин — Ходжалар
- Новая Бухара — Каган
- Советабад — Джильван
- Ходжа-ариф — Баумана — Шафиркан
- Энгельс — Кесакли

## Джизакская область
- Октябрьский район — Зафарабадский
- Ержар — Гагарин
- им. Юлиуса Фучика — Голиблар
- Ломакино — Зарбдар
- Милютинская — Галляарал
- Обручево — Ульяново — Даштабад
- Джизакский район — Шараф-Рашидовский

## Республика Каракалпакстан
- Ленинабадский район — Канлыкульский
- им. Андреева — Ленинабад — Канлыкуль
- им. Ахунбабаева — Конгырат
- им. Чапаева — Навруз
- Комсомольск-на-Устюрте — Кубла-Устюрт
- Кунград — Железнодорожный — Кунград
- Ленинград — Бескопир
- Микоян — Тукпаката
- Петроалександровск — Турткуль
- Шаббаз — Беруни
- Энгельс — Дехканабад
- Юбилейный — Кипчак

## Кашкадарьинская область
- Ульяновский район — Касбийский
- Касби — Ульяновск — Муглан
- Комсомолабад — Абад

## Навоийская область
- Навоийский район — Карманинский
- Кермине — Навои
- Комсомольск — Маликрабат

## Наманганская область
- Задарьинский район — Мингбулакский
- Калинин — Шахидмозор
- Киров — Яккачинар
- Крупская — Тепасарай
- Ленин — Сохилабад
- Ленинабад — Ходжаабад
- Ленинабад — Исламабад
- М. Горький — Ярчек
- Рокоссовский — Навбахор

## Самаркандская область
- Большевистский район — Гузалкентский — Пастдаргомский
- Советабадский район — Нурабадский
- 30 лет Победы — Чорвадар
- Авангард — Илгар
- Дружба — Багбан
- Жуков — Ертешар
- Ильич — Санчикул
- Интернационал — Тинчлик
- Калинин — Мехр
- Карл Маркс — Бурганли
- Красный Восток — Шарк-тонги
- Красный Маяк — Янгиюль
- Ленинабад — Туманаул
- Михайловка — Темирюлчи
- Нагорный — Нурбулак
- Память Ленина — Сахилабад
- Папанин — Бирлик
- Папановка — Мехнатабад
- Первомайский — Биринчи май
- Пушкин — Миришкор
- Ростовцево — Красногвардейское — Красногвардейск — Булунгур
- Советобад — Нурабад
- Суперфосфатный — Кимёгарлар
- Тельман — Коштепа
- Ударник — Навруз
- Улугбек — Гулабад
- Усмановка — Усманабад
- Федоровское — Наримановка — Пайарык
- Фрунзе — Кумарык
- Химгородок — Урта-Найман

## Сурхандарьинская область
- Гагаринский район — Музрабадский
- Ленинюльский район — Кизирикский
- Комсомолабад — Халкабад
- Куйбышев — Кичик Суфиён
- Ленинюль — Сарик

## Сырдарьинская область
- Ворошиловский район — Сайхунабадский
- Ильичевский район — Шараф-Рашидовский — Сардобский
- Комсомольский район — Мирзаабадский
- Великоалексеевка — Бахт
- Верхневолынское — Сайхун
- Голодная Степь — Мирзачуль — Гулистан
- Димитровское — Баяут
- Крестьянский — Дехканабад

## Ташкентская область
- Верхнечирчикский район — Коммунистический — Юкоричирчикский
- Калининский район — Зангиатинский
- Нижнечирчикский район — Галабинский — Куйичирчикский
- Орджоникидзевский район — Кибрайский
- Среднечирчикский район — Уртачирчикский
- Янгиерский район — Хавастский
- Ангреншахтстрой — Ангрен
- Бектемир — Нариманов — Бектемир (вошёл в город Ташкент)
- Вревский — Алмазар
- Калинин — Эшангузар
- Кауфманская — Каунчи — Янгиюль
- Киргиз-кулак — Комсомольский — Чирчик
- Курама — Ахангаран
- Орджоникидзеград — Джалаир
- Развилка — Янгиабад
- Солдатский — Аскарлик — Дустабад
- Урсатьевская — Хаваст (ныне в составе Сырдарьинской области)
- Эски-Ташкент — Амир-Тимур
- Янгитурмыш — Молотово — Авангард

## Ферганская область
- Кировский район — Бешарыкский
- Молотовский район — Ленинградский — Учкуприкский
- Фрунзенский район — Дангаринский
- Ванновский — имени Хамзы Хакимзаде — Хамза
- Кирово — Бешарык
- Куйбышево — Риштан
- Молотово — Учкуприк
- Новый Маргелан — Скобелев — Фергана
- Серово — Багдад
- Станция Горчаково — Комсомольский — Янги Маргилан
- Федченко — Кува
- Чиркай — Горский — Новбахор

## Хорезмская область
- Кизилюлдуз — Шихмахшад
- Кызыл Фергана — Узбекистан
- Ленинград — Хайрабад
- Шарлаук — Дружба — Питнак